# 淚 (GENERATIONS單曲)
《涙》是日本音樂團體GENERATIONS的第12张单曲，於2016年6月29日由rhythm zone发售。

## 概要
- 與前作相同，此單曲收錄了上一張單曲的英語版本。
- 此單曲有2個版本，分別有「CD+DVD」和「CD ONLY」。「CD+DVD」收錄了《涙》的Music Video。
- 在7月11日於公信榜单曲週排行榜取得第1位，出道以來第2張公信榜每周銷量排名第一的單曲。

## 收錄内容

### CD
1. 涙
（作詞：小竹正人、作曲：春川仁志）
2. 涙 (Instrumental)
3. AGEHA（English version）

### DVD
1. 涙（Music Video）

## 外部連結
- YouTube上的涙